# إلينا كيروغا
إلينا كيروغا (بالإسبانية: Elena Quiroga)‏ هي كاتِبة إسبانية، ولدت في 26 أكتوبر 1921 في سانتاندير في إسبانيا، وتوفيت في 3 أكتوبر 1995 في لا كورونيا في إسبانيا.

## وصلات خارجية
- إلينا كيروغا على موقع الموسوعة البريطانية (الإنجليزية)